# 安奈特·普茨

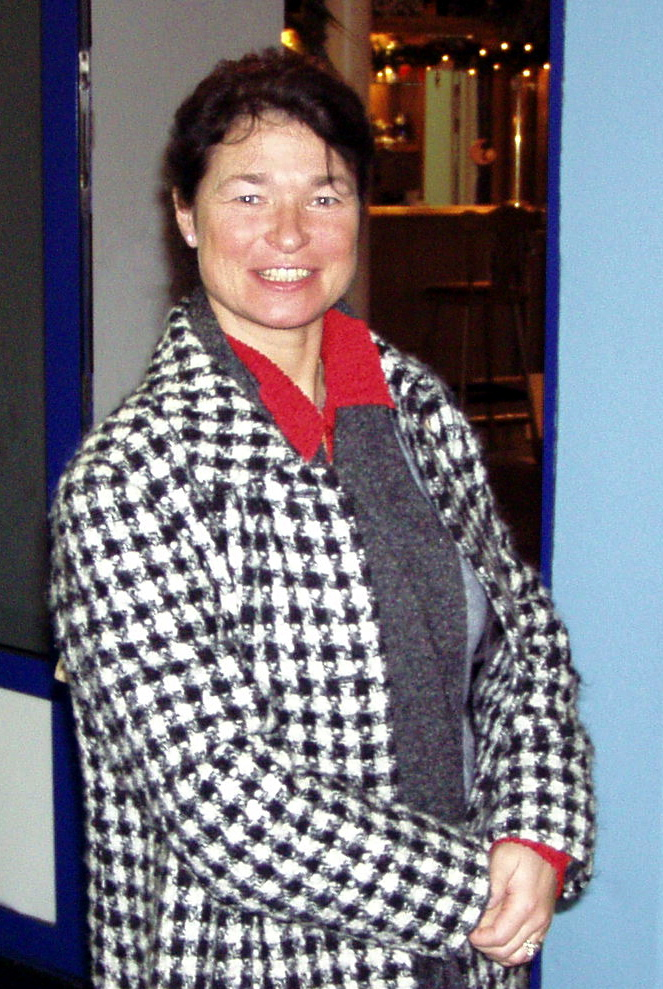
普茨於2006年德國錦標賽

安奈特·普茨（Anett Pötzsch，1960年9月3日—），前東德花式滑冰運動員，曾獲1980年冬季奧運會冠軍、兩屆世界錦標賽冠軍（1978、1980年）、四屆歐州錦標賽冠軍（1977–1980）及五屆東德錦標賽冠軍（1976–1980）。

## 滑冰生涯
普茨生於東德卡爾·馬克思城區（統一後改回戰前的名字開姆尼茨）。她最初的教練是布莉姬特·謝爾霍恩（Brigitte Schellhorn）。普茨進入體育學校後，蓋布莉兒·塞佛特被指派為她的教練，之後由塞佛特的母親茱塔·穆勒接過教練任務。1970年代，普茨代表東德參加女子單人滑各項國際賽事。1976年，她成為東德全國錦標賽的冠軍。次年，她首度獲得歐州錦標賽冠軍，之後又衛冕三年。她在1978年贏得世界錦標賽冠軍，並在兩年之後奪下冬季奧運會冠軍。1981年，她宣告退役。三十年後，她回憶道：「當時我的膝蓋出了問題，而且我已經失去動力，畢竟我已經達到所有目標。」但她又說，後來她很後悔這個決定。
普茨在1980年代末期成為國際賽事裁判，但在她現身於「金牌滑冰」表演秀與卡特琳娜·維特主演的電影《冰上卡門》後，國際滑冰總會禁了她的裁判權。1994國際滑冰總會恢復她與其他職業花式滑冰運動員的權利。1990年代，普茨在一間銀行上班，但於1999年辭職，轉任教練。她在德國開姆尼茨執教，並於2004年成為國際滑冰總會的技術專家。她的學生包括2010年德錦賽季軍丹尼爾·多特昭勒與珊蒂·霍夫曼。

## 私生活
普茨曾與隊友卡特琳娜·維特的哥哥艾克索·維特（Axel Witt）結婚，並於1984年生下女兒克勞蒂亞，但兩人在1990年離婚。1993年，普茨與艾克索·勞斯臣巴哈再婚，兩人育有小女兒辛蒂（Cindy）。普茨與維特的女兒克勞蒂亞（後來隨繼父姓勞斯臣巴哈）曾與羅賓·索爾科維搭檔參加雙人滑項目比賽，得到2001年德國錦標賽冠軍。

## 賽事成績
| 賽事       | 1972–73 | 1973–74 | 1974–75 | 1975–76 | 1976–77 | 1977–78 | 1978–79 | 1979–80 |
| ---------- | ------- | ------- | ------- | ------- | ------- | ------- | ------- | ------- |
| 冬季奧運會 |         |         |         | 4th     |         |         |         | 1st     |
| 世界錦標賽 | 14th    | 11th    | 8th     | 4th     | 2nd     | 1st     | 2nd     | 1st     |
| 歐州錦標賽 | 8th     | 7th     | 3rd     | 2nd     | 1st     | 1st     | 1st     | 1st     |
| 加拿大盃   |         |         | 2nd     |         |         |         |         |         |
| 東德錦標賽 | 3rd     | 2nd     | 2nd     | 1st     | 1st     | 1st     | 1st     | 1st     |

## 資料來源
1. 1 2 3 4 5 6 7 8 9 10  Kany, Klaus-Reinhold. . IFS Magazine. May 6, 2011  [2014-04-16]. （原始内容存档于2011-09-12）.

- https://web.archive.org/web/20110421010507/http://www.sports-reference.com/olympics/athletes/po/anett-potzsch-1.html
- various old news papers
- personal interview